# Nicolas Arrossamena
Nicolas Arrossamena (né le 9 janvier 1990 à Saint-Pierre-et-Miquelon en France) est un joueur professionnel français de hockey sur glace.

## Biographie
Nicolas Arrossamena naît le 9 janvier 1990 à Saint-Pierre-et-Miquelon, archipel français d'Amérique du Nord. Comme de nombreux saint-pierrais, il débute très tôt le hockey sur glace faisant ses débuts à trois ans et demi. Son père, Rémi, joue au sein de l'équipe des Brûleurs de loups de Grenoble en 1985-1986. Des années plus tard, Nicolas participe ainsi aux sélections de l'équipe et rejoint l'équipe de Grenoble en tant que cadet (moins de 18 ans) pour la saison 2006-2007. Il joue également une rencontre avec les moins de 22 ans, comptant deux buts et une mention d'assistance. Avec 12 buts en U18, il est le meilleur buteur de son équipe.
La saison suivante, il joue une dizaine de rencontres avec chaque équipe et fait également ses débuts avec l'équipe de France dans le championnat du monde U18 2008. La France se classe première de la division 2 et monte de niveau alors qu'Arrossamena totalise 13 points en 5 rencontres.
En 2008-2009, il joue encore avec deux niveaux des Brûleurs de loups : les U22 mais également avec l'équipe première du club qui évolue dans la Ligue Magnus. Au cours de la saison, il prend de l'assurance et participe à 20 des 26 matchs de son équipe qui finit deuxième du classement de la saison régulière avant de remporter la Coupe Magnus à l'issue des séries. Au cours des saisons suivantes, il joue encore dans les deux équipes mais passe de plus en plus de temps en élite. Il fait ses débuts avec l'équipe de France sénior en septembre 2010 puis participe avec elle au championnat du monde 2010.
En avril 2013, Arrossamena quitte Grenoble et rejoint les Rapaces de Gap.

## Palmarès
- 2008-2009 :
  - champion de France avec Grenoble
  - vainqueur de la Coupe de France avec Grenoble
  - vainqueur de la Coupe de la Ligue avec Grenoble
- 2009-2010 : champion de France U22 avec Grenoble
- 2010-2011 : vainqueur de la Coupe de la Ligue avec Grenoble
- 2011-2012 : champion de France U22 avec Grenoble
- 2014-2015 : champion de France avec Gap
- 2015-2016 :
  - champion de France avec Rouen
  - vainqueur de la Coupe de France avec Rouen
  - vainqueur de la Coupe continentale avec Rouen

## Statistiques
| Saison    | Équipe                        | Ligue        |    | Saison régulière | Saison régulière | Saison régulière | Saison régulière | Saison régulière |   | Séries éliminatoires | Séries éliminatoires | Séries éliminatoires | Séries éliminatoires | Séries éliminatoires |
| Saison    | Équipe                        | Ligue        | PJ | B                | A                | Pts              | Pun              | PJ               | B | A                    | Pts                  | Pun                  |                      |                      |
| 2008-2009 | Brûleurs de loups de Grenoble | Ligue Magnus | 20 | 2                | 3                | 5                | 6                | 9                | 0 | 0                    | 0                    | 0                    |                      |                      |
| 2009-2010 | Brûleurs de loups de Grenoble | Ligue Magnus | 24 | 2                | 4                | 6                | 12               | 9                | 3 | 0                    | 3                    | 35                   |                      |                      |
| 2010-2011 | Brûleurs de loups de Grenoble | Ligue Magnus | 26 | 12               | 5                | 17               | 28               | 2                | 0 | 0                    | 0                    | 0                    |                      |                      |
| 2011-2012 | Brûleurs de loups de Grenoble | Ligue Magnus | 26 | 6                | 8                | 14               | 28               | 20               | 1 | 3                    | 4                    | 12                   |                      |                      |
| 2012-2013 | Brûleurs de loups de Grenoble | Ligue Magnus | 25 | 8                | 7                | 15               | 14               | 8                | 1 | 0                    | 1                    | 12                   |                      |                      |
| 2013-2014 | Rapaces de Gap                | Ligue Magnus | 26 | 17               | 11               | 28               | 54               | 8                | 4 | 6                    | 10                   | 6                    |                      |                      |
| 2014-2015 | Rapaces de Gap                | Ligue Magnus | 25 | 14               | 4                | 18               | 18               | 17               | 5 | 6                    | 11                   | 14                   |                      |                      |
| 2015-2016 | Dragons de Rouen              | Ligue Magnus | 26 | 6                | 11               | 17               | 26               | 15               | 3 | 3                    | 6                    | 8                    |                      |                      |
| 2016-2017 | Gamyo Épinal                  | Ligue Magnus | 24 | 4                | 3                | 7                | 24               | -                | - | -                    | -                    | -                    |                      |                      |
| 2016-2017 | Ducs d'Angers                 | Ligue Magnus | 21 | 3                | 7                | 10               | 8                | 6                | 2 | 1                    | 3                    | 6                    |                      |                      |
| 2017-2018 | Ducs d'Angers                 | Ligue Magnus | 44 | 14               | 13               | 27               | 42               | 5                | 1 | 0                    | 1                    | 0                    |                      |                      |
| 2018-2019 | Hormadi Anglet                | Ligue Magnus | 41 | 10               | 11               | 21               | 46               | 4rel             | 2 | 1                    | 3                    | 16                   |                      |                      |
| 2019-2020 | Hormadi Anglet                | Ligue Magnus | 34 | 10               | 6                | 16               | 18               | 4cla             | 2 | 5                    | 7                    | 0                    |                      |                      |
| 2020-2021 | Hormadi Anglet                | Ligue Magnus | 23 | 5                | 10               | 15               | 36               | -                | - | -                    | -                    | -                    |                      |                      |
| 2021-2022 | Hormadi Anglet                | Ligue Magnus | 40 | 9                | 10               | 19               | 19               | 6rel             | 2 | 4                    | 6                    | 12                   |                      |                      |